# Скај (острво)
Скај (енгл. Skye) је једно од Британских острва које припада Уједињеном Краљевству, односно Шкотској. Налази се у Атлантском океану и део је ужег архипелага Унутрашњи Хебриди. Површина острва износи 1.656 km². Према попису из 2001. на острву је живело 9.232 становника.